# ボーチャードピストル
ボーチャードピストル（Borchardt Pistol、Borchardt C-93）は、1893年に開発された世界初の実用自動拳銃とされる銃である。

## 概要
ヒューゴ・ボーチャード（Hugo Borchardt、1844－1921年）により開発されたこの銃は、ライフルなど大型銃に使用されていたトグルアクションと呼ばれる機構を片手でぎりぎり持てるサイズまで縮めた、オートマチックハンドガンの元祖ともされる銃である。
口径は7.65mm、弾は専用の7.65ボーチャード弾を使用する。
拳銃としては重過ぎて実用的ではなかったため、小型に改良されたものがルガーP08となった。

## 特徴
基本構造が似通っていることから、パーツの構成と外観はのちに開発されたルガーP08に似ているが、バレル（銃身）が長く、グリップが銃身に対しほぼ垂直に取り付けられている。
本銃の最大の特徴として、トグルジョイントと呼ばれるスライドの折りたたみ機構が採用されており、ショートリコイル式（トグルロック）で動作した。
閉鎖時のトグルジョイントは圧縮に対し下方向に折れるようセットされるが、下側にはレシーバーが存在するためこの動きは抑制され、結果としてバレルとボルトをロックすることになる。トグルジョイントは撃発時にバレル及びボルトと一体となって後退するが、銃尾内部のカーブによってジョイント後端が押し下げられることにより、今度は圧縮に対し上方向に折れるようになりこれがロックの解除となる。その直後、バレルの後退はレシーバーによって止められるが、ボルトは慣性によりジョイントを上方向に折り曲げながら更に後退を続ける。初弾をロードする際はジョイント部を引くことによってボルトをオープンできる。

斬新ではあったが屋外で持ち歩く道具の機構としてはあまりに精密で、部品数の増加や高度な工作技術を要する、砂埃などの侵入に極めて弱いといった問題点もあり、エルマ KGP-68などの意図したコピー・類似拳銃を除き、ルガーP08より後の拳銃には使われていない。
この銃ではトグルジョイントにテンションを与えるのは板ばねであり、銃尾にばねの格納とジョイントの動作スペースを確保するバルジがあるのがもう一つの特徴である。またグリップ内部にマガジン（弾倉）を格納した最初のモデルでもある。トグルジョイントはルガーP08とは違い左側に突き出し部分がある。またトリガー及びトリガーガードも左側に寄って取り付けられている。
ボーチャードはボーチャード・ピストルと同時に7.65mmリムレス・ボトルネックカートリッジを開発している。これは後に7.63mmマウザー弾となり、モーゼルC96やトカレフTT-33などで採用され東側の主力軍用拳銃弾となった。

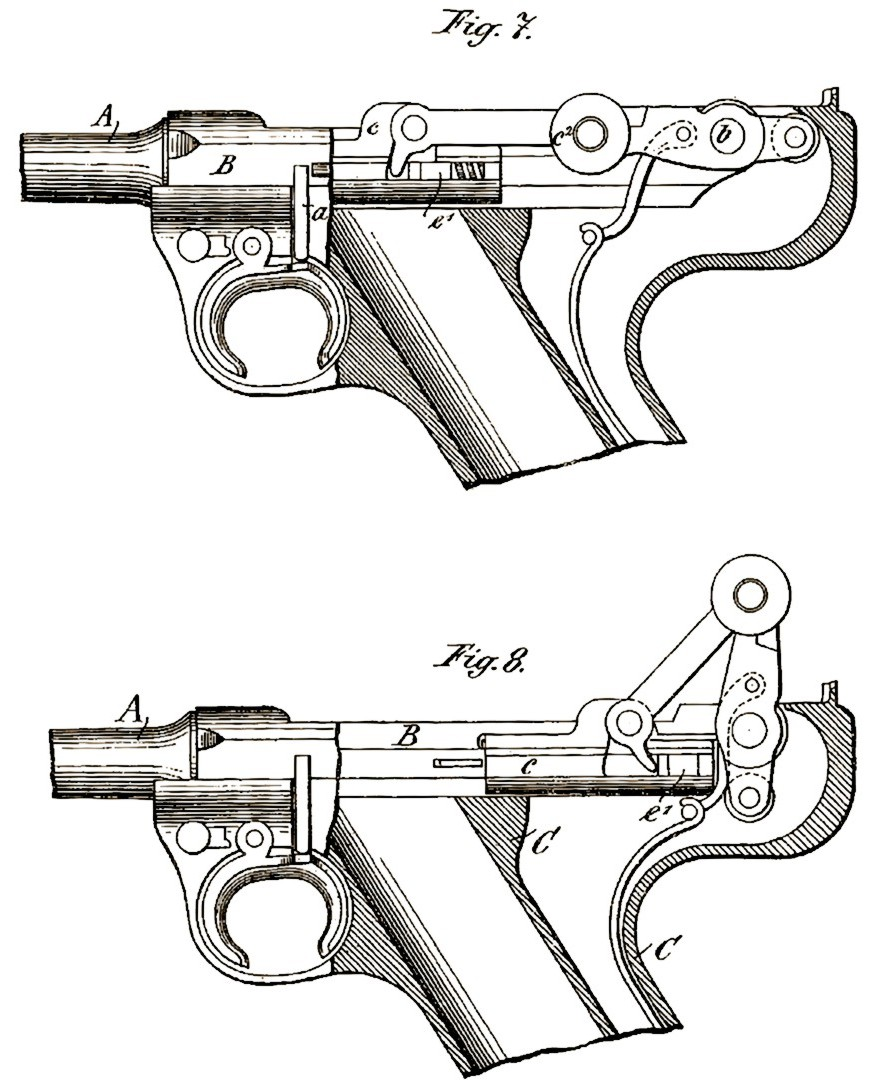
特許申請書に描かれている内部機構の図解
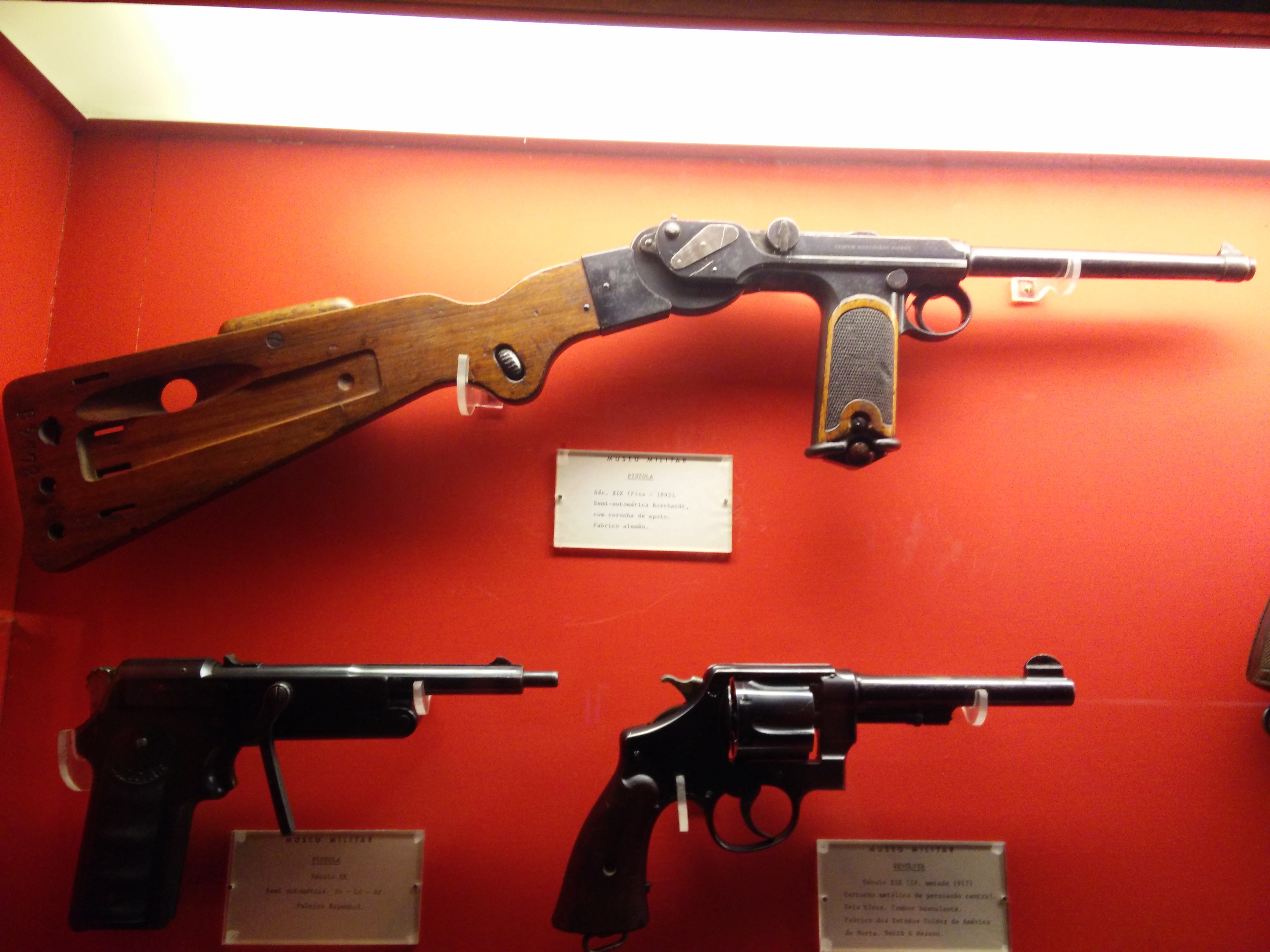
ストックを装着した状態
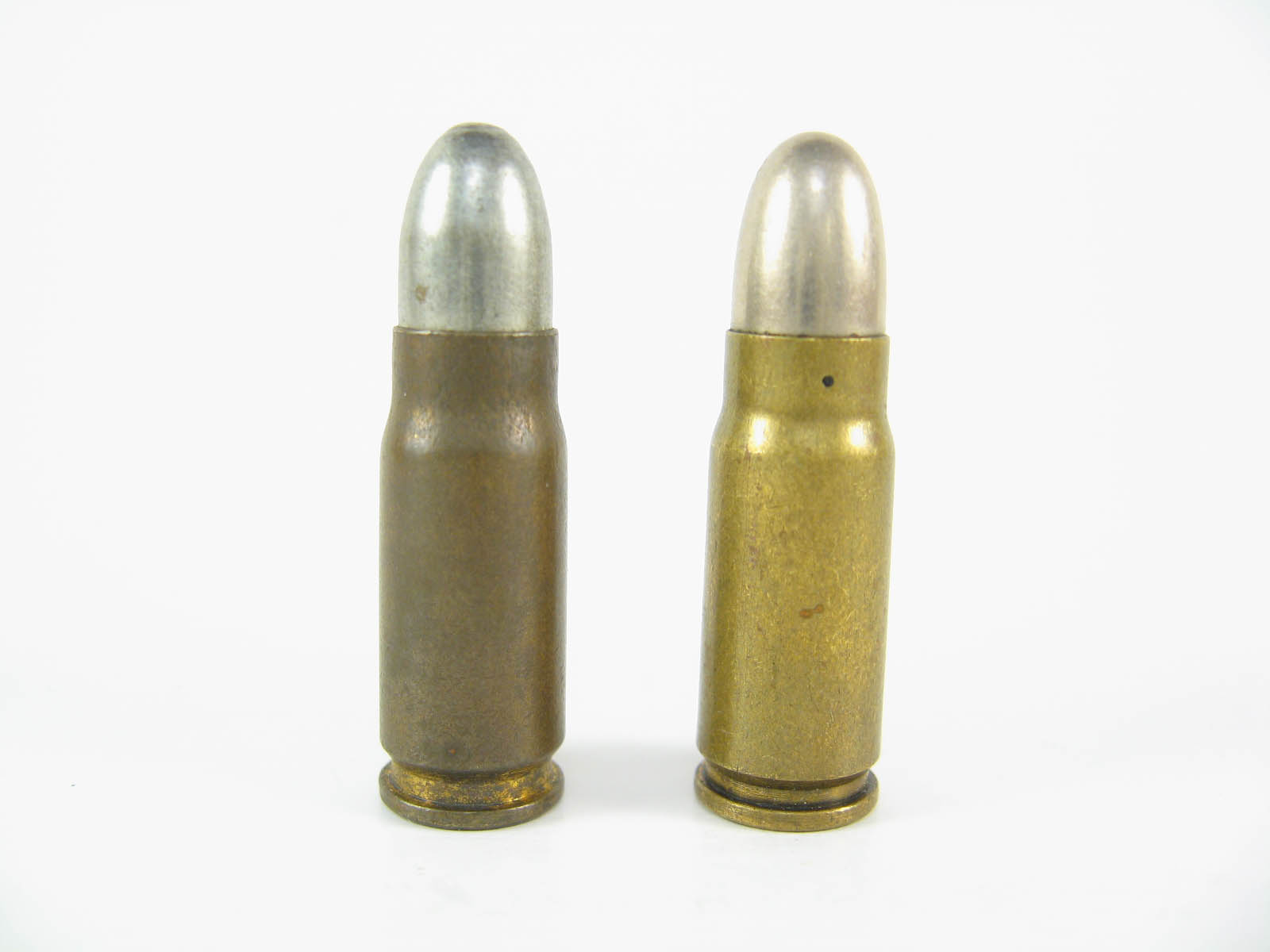
7.65mmボーチャード弾（左） 右は7.63x25mmマウザー弾（.30モーゼル弾）

## 登場作品
漫画・アニメーション
- 『エロイカより愛をこめて』
- 『BLACK TIGER』
- 『黒執事』
- 『牙狼-GARO-』（第二十一話）
- 『ゴールデンカムイ』
- 『こちら葛飾区亀有公園前派出所』
- 『スチームボーイ』（アニメーション映画、2004年）
- 『プリンセス・プリンシパル』
- 『ワッハマン』

ビデオゲーム
- 『バトルフィールド1』
- 『RED DEAD REDEMPTION II』